# Tiendenschuur (Tessenderlo)
De Tiendenschuur is een monumentale schuur nabij de Belgische plaats Tessenderlo, aan de Schoterweg 96. Ze behoort bij de Kleine Hoeve, die ook Kerkhoeve wordt genoemd.

## Geschiedenis
Reeds in 1171 schonk Graaf Gerard van Loon de hoeve aan de Abdij van Averbode. De schuur diende uiteraard als tiendenschuur. Het huidige gebouw, opgetrokken in ijzerzandsteen, dateert van 1492. Later vonden verbouwingen en wijzigingen plaats, maar aanzienlijke gedeelten van de oorspronkelijke constructie bleven bewaard.
Het bijbehorend woonhuis met stal dateert uit de 2e helft van de 18e eeuw, maar heeft mogelijk een oudere kern.
In 1983 werden deze gebouwen tot beschermd monument verklaard. In 1994 werden ze gekocht door het uit Nederland afkomstig echtpaar Eekert-Lavrijsen, dat de monumenten echter als opslagplaats gebruikte voor het naburig landbouwbedrijf, en liet verwaarlozen. In 2004 vond een brand plaats in de schuur, waardoor het verval verder bespoedigd werd. Er volgde een slepende rechtsgang, ten koste van het monument.